# Usina termoelétrica
Usina termoelétrica ou termelétrica (português brasileiro) ou central termoelétrica (português europeu) é uma instalação industrial usada para geração de energia elétrica a partir da energia liberada por qualquer produto que possa gerar calor, como bagaço de diversos tipos de plantas, restos de madeira, óleo combustível, óleo diesel, gás natural, urânio enriquecido e carvão mineral.

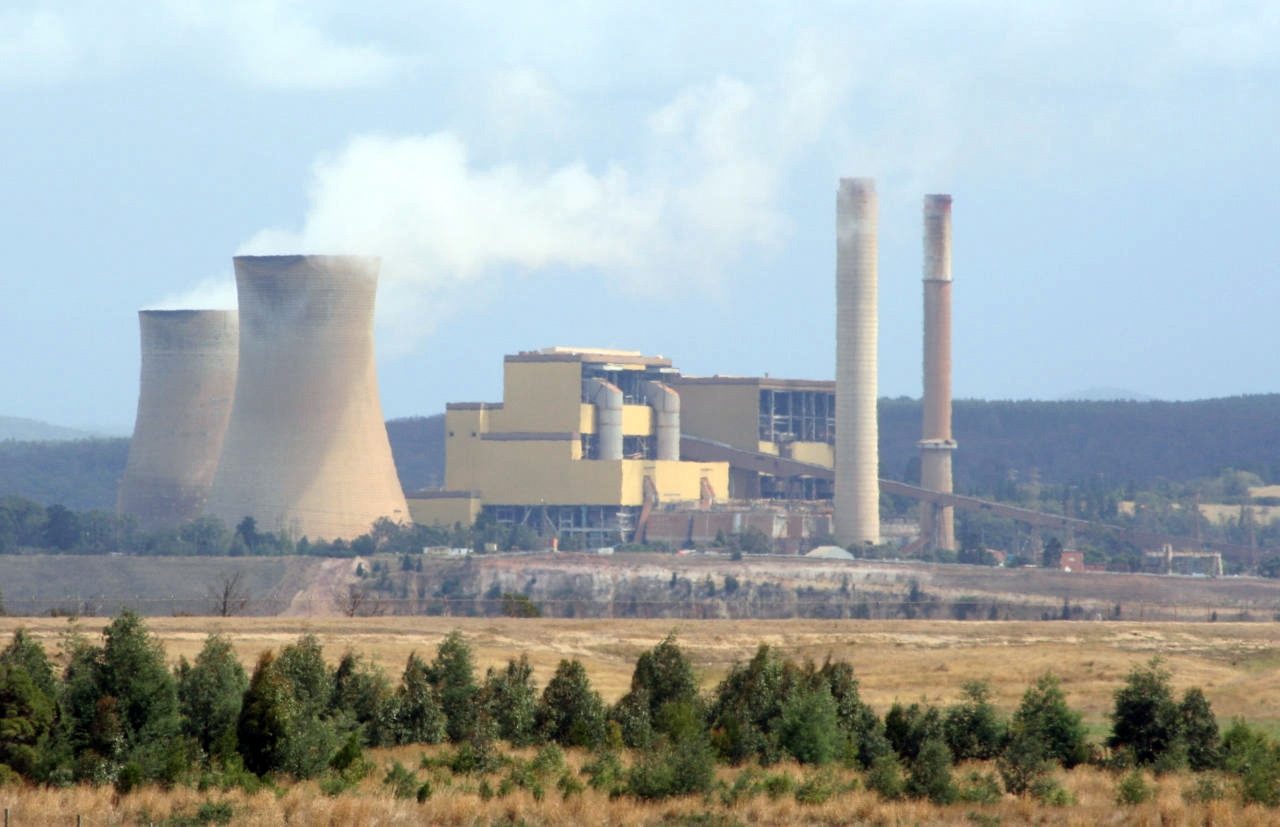
Usina nuclear em Victoria, Austrália

Assim como na energia hidrelétrica, em que um gerador, impulsionado pela água, gira, transformando a energia potencial em energia elétrica, nas termelétricas a fonte de calor aquece uma caldeira com água, gerando vapor d'água em alta pressão, e o vapor move as pás da turbina do gerador. Junto com as hidrelétricas, as termelétricas são formas tradicionais de se gerar eletricidade. Enquanto as hidrelétricas utilizam a energia hidráulica, a fonte de energia das termelétricas são os combustíveis fósseis (petróleo, gás natural e carvão mineral).

## Funcionamento
Por meio da queima de combustíveis fósseis, biomassa, resíduos orgânicos ou até mesmo lixo, é esquentada a água localizada em tubos nas paredes da caldeira, gerando um vapor em alta pressão que acaba girando as pás das turbinas da usina termoelétrica, que estão conectadas a geradores com um campo eletromagnético, transformando assim a energia potencial gravitacional em energia elétrica. Após o processo a energia é transferida do gerador para o transformador e distribuída para consumo, e a água é resfriada, em um condensador, para poder recomeçar o ciclo.

## Brasil
A primeira usina termelétrica do Brasil foi inaugurada em 1883, em Campos dos Goytacazes, com a potência de 52 kW. A maior usina termelétrica a carvão mineral do Brasil é o Complexo Termoelétrico Jorge Lacerda em Santa Catarina. Uma das maiores usinas termelétricas a gás natural do país é o Complexo Termelétrico Parnaíba, no Maranhão, com 1,4 GW de capacidade instalada. A maior usina termelétrica do Brasil e também da América Latina em potência instalada está localizada em Barra dos Coqueiros e leva o nome Porto de Sergipe I, ela opera com 3 turbinas a gás e 1 turbina a vapor e possui uma capacidade instalada de 1551 MW de potência, ela entrou em operação em março de 2020.